# Olympische Winterspiele 1988/Teilnehmer (Monaco)
| Gelbes Symbol für Goldmedaillen mit stilisierten Olympischen Ringen | Graues Symbol für Silbermedaillen mit stilisierten Olympischen Ringen | Braundes Symbol für Bronzemedaillen mit stilisierten Olympischen Ringen |
| ------------------------------------------------------------------- | --------------------------------------------------------------------- | ----------------------------------------------------------------------- |
| —                                                                   | —                                                                     | —                                                                       |

Monaco nahm an den Olympischen Winterspielen 1988 im kanadischen Calgary mit vier Athleten in zwei Sportarten teil.

## Teilnehmer nach Sportarten

### Bob
Zweierbob
- Albert Grimaldi
- Gilbert Bessi
- David Tomatis (Ersatzfahrer)

### Ski Alpin
Männer
- Fabrice Notari